# Phreatia latipetala
Phreatia latipetala är en orkidéart som beskrevs av Johannes Jacobus Smith. Phreatia latipetala ingår i släktet Phreatia och familjen orkidéer. Inga underarter finns listade i Catalogue of Life.